# Ryan Getzlaf
Ryan Getzlaf (* 10. Mai 1985 in Regina, Saskatchewan) ist ein ehemaliger kanadischer Eishockeyspieler. Der Center verbrachte seine gesamte, von 2005 bis 2022 andauernde Profikarriere bei den Anaheim Ducks in der National Hockey League (NHL), die ihn im NHL Entry Draft 2003 an 19. Position ausgewählt hatten. Mit dem Team, das er von 2010 an bis zu seinem Karriereende als Kapitän anführte, gewann er in den Playoffs 2007 den Stanley Cup. Zudem hält er dort unter anderem die Franchise-Rekorde für die meisten Spiele, Torvorlagen und Scorerpunkte, während er der einzige Spieler der Ducks ist, der 1000 Scorerpunkte in deren Trikot verzeichnete. Mit der kanadischen Nationalmannschaft errang er in den Jahren 2010 und 2014 jeweils die Goldmedaille bei den Olympischen Winterspielen.

## Karriere

### Juniorenbereich (2000–2005)
Der 1,93 m große Center begann im Alter von vier Jahren mit dem Schlittschuhlaufen. Bereits im Kindesalter füllte er ein großes Spektrum an sportlichen Aktivitäten aus und befasste sich neben dem Eishockeyspielen auch mit Canadian Football und dem Baseballsport. Diese Tätigkeiten übte Getzlaf auch mit seinem zwei Jahre älteren Bruder Chris aus. Als Aktiver spielte Ryan Getzlaf auf Vereinsebene zunächst Junioreneishockey in seiner Geburtsstadt Regina in der kanadischen Provinz Saskatchewan. 1998 vertrat er außerdem als Catcher der Regina White Sox die Provinz Saskatchewan bei den kanadischen Baseball-Meisterschaften der peewee-Stufe und gewann mehrmals die Auszeichnung als wertvollster Spieler einer Begegnung. Die Saison 2000/01 verbrachte der Stürmer bei den Regina Rangers in der Saskatchewan Bantam AA Hockey League und den Regina Pat Canadians in der Saskatchewan Midget AAA Hockey League. Während dieser Zeit wählten die Calgary Hitmen den Offensivakteur beim WHL Bantam Draft 2000 in der dritten Runde an 54. Position aus.
Die Wege der Getzlaf-Brüder trennten sich im Kalenderjahr 2001, als Ryan zur Saison 2001/02 erstmals für die Calgary Hitmen in der Western Hockey League auflief und Chris eine Universität in Regina besuchte, um im Anschluss eine Karriere als professioneller Canadian-Football-Spieler einzuschlagen. Seine Rookiesaison in der WHL beendete der Stürmer mit 18 Scorerpunkten in 63 Partien der regulären Saison. In der folgenden Spielzeit gelang es dem Rechtsschützen seine Punkteausbeute deutlich zu steigern. Der Kanadier steuerte 29 Tore und 39 Vorlagen – der zweitbeste Wert nach dem teaminternen Topscorer Fredrik Sjöström mit 77 Punkten – zum Play-off-Einzug der Calgary Hitmen bei. Wie eine Spielzeit zuvor schied Getzlaf mit der Mannschaft in der ersten Playoff-Runde aus und unterlag diesmal den Red Deer Rebels in fünf Partien, nachdem das Team eine Saison zuvor die Erstrundenserie gegen die Swift Current Broncos mit einer Niederlage im entscheidenden siebten Spiel verloren hatte.
Beim NHL Entry Draft 2003 wurde er in der ersten Runde an 19. Position von seinem heutigen Team, das damals noch Mighty Ducks of Anaheim hieß, ausgewählt. Im Herbst 2003 nahm der Kanadier am Trainingslager der Kalifornier teil und stand Anfang Oktober im Konkurrenzkampf mit Joffrey Lupul um den letzten Platz im NHL-Kader der Mighty Ducks. Schließlich setzte sich Lupul durch, sodass Getzlaf vorerst keinen Vertrag erhielt und zu den Calgary Hitmen in die Western Hockey League beordert wurde. Im Verlauf der Spielzeit 2003/04 agierte er zeitweise mit Andrew Ladd und Brandon Segal in einer Sturmreihe. Mit 75 Punkte in der regulären Saison war er gemeinsam mit Andrew Ladd bester Scorer der Hitmen, obwohl Getzlaf lediglich 49 WHL-Spiele – 22 Partien weniger als Flügelstürmer Ladd – absolviert hatte, da er zum Saisonbeginn am Trainingslager der Mighty Ducks of Anaheim und um die Jahreswende auch an der U20-Junioren-Weltmeisterschaft 2004 teilgenommen hatte. Getzlaf belegte mit einer Plus/Minus-Bilanz von +32 ligaweit den vierten Platz; seine Ausbeute von durchschnittlich 1,53 Scorerpunkten pro Begegnung waren der Spitzenwert in dieser WHL-Saison. Dennoch war die anschließende Playoffrunde abermals nicht von Erfolg gekrönt, sodass er mit den Calgary Hitmen zum dritten Mal in Serie den Einzug ins Eastern-Conference-Halbfinale verfehlte.
Zur Saison 2004/05 wurde der Mittelstürmer als Nachfolger von Verteidiger Patrick Wellar zum neunten Mannschaftskapitän in der Geschichte der Calgary Hitmen ernannt. Während jener Spielzeit erlitt der Offensivakteur beim Zusammenstoß mit Red-Deer-Rebels-Verteidiger Dion Phaneuf ein Schädel-Hirn-Trauma und war in der Folge einen Monat spieluntauglich. Dies war die erste schwere Verletzung, die der Kanadier im Verlauf seiner Karriere erlitten hatte.

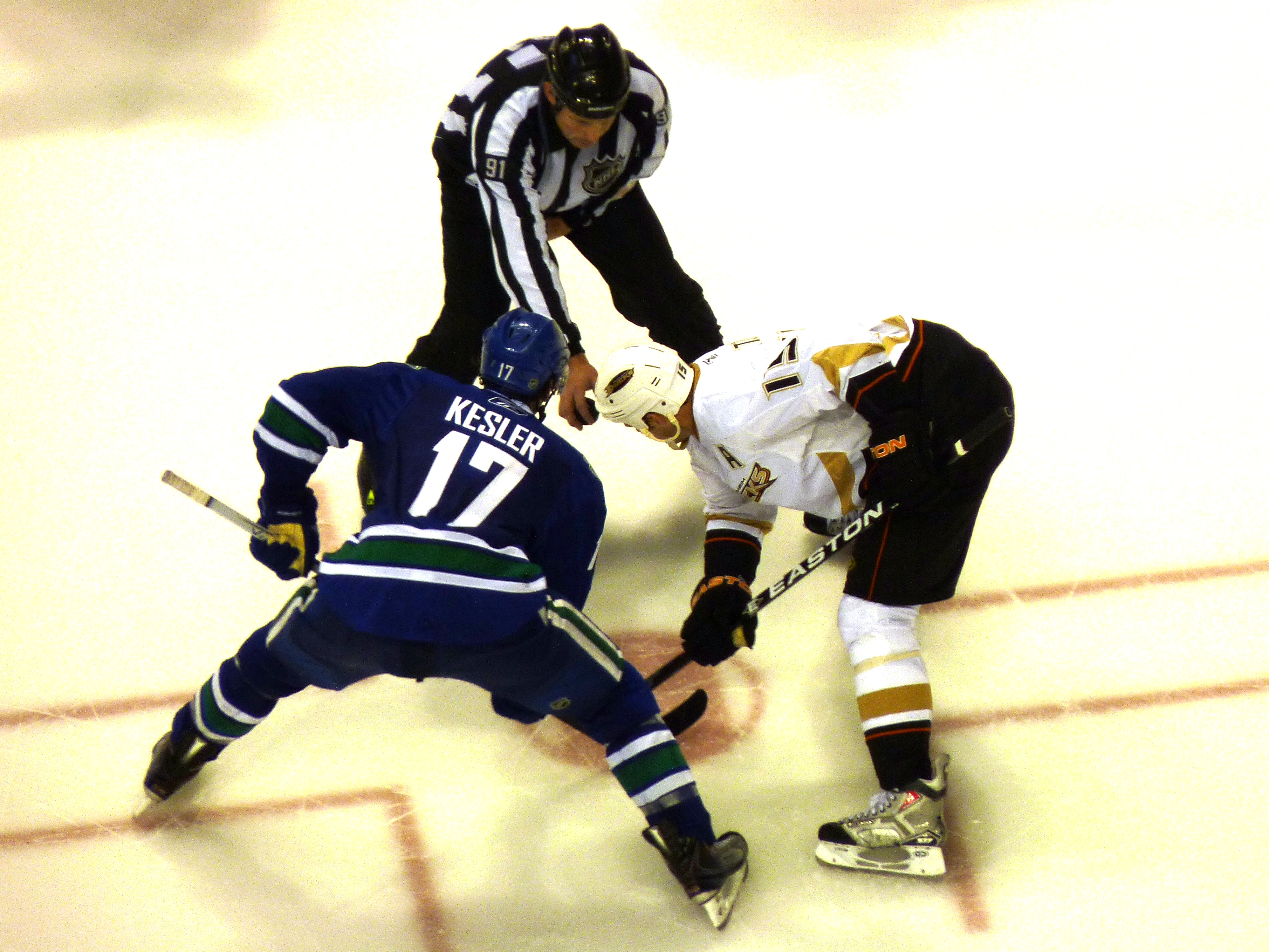
Getzlaf (r.) und Ryan Kesler beim Bully (2009).

### Anaheim Ducks (2005–2022)
Während der Playoffs der Saison 2004/05 kam der Rechtsschütze zunächst für das Farmteam der Anaheim Ducks, den Cincinnati Mighty Ducks, in der American Hockey League zum Einsatz. Während der Saisonvorbereitung konnte er sich für den NHL-Kader in Anaheim empfehlen und gab zu Beginn der Saison 2005/06 im Oktober 2005 im Spiel gegen die Chicago Blackhawks sein Debüt in der höchsten Spielklasse Nordamerikas. Noch im gleichen Monat gelang ihm in der Partie gegen die Detroit Red Wings das erste Tor in der NHL. Obwohl Getzlaf insgesamt sieben Scorerpunkten in 16 Spielen erzielte, wurde er im November 2005 in den Kader der Portland Pirates, dem neuen Farmteam der Ducks in der AHL, versetzt. Dort konnte er sich mit acht Treffern sowie 25 Torvorlagen aus 17 Partien empfehlen, sodass man ihn im Januar 2006 erneut in das NHL-Aufgebot der Ducks berief. Im folgenden Jahr bildete der Kanadier gemeinsam mit Corey Perry und Dustin Penner eine Angriffsformation, welche aufgrund des jungen Alters der Akteure als kid line tituliert wurde und insbesondere in den Playoffs mit starken Offensivleistungen überzeugte. Mit 17 Scorerpunkten war Getzlaf der punktbeste Spieler seiner Mannschaft beim ersten Stanley-Cup-Sieg in der Geschichte der Ducks.
In der Saison 2007/08 konnte der Angreifer nahtlos an seine Leistungen aus dem Vorjahr anknüpfen und verlängerte seinen Kontrakt im November 2007 um fünf Jahre bei einem Gesamtgehalt von insgesamt 26,625 Millionen US-Dollar und einer Laufzeit bis zum Saisonende 2012/13. Im Januar 2008 nahm er für das Team der Western Conference erstmals am All-Star Game teil und steuerte die Torvorlage zum zwischenzeitlichen 3:5 bei. Am Ende der regulären Spielzeit war er mit 82 Scorerpunkten aus 77 Partien der offensivstärkste Akteur seiner Mannschaft, konnte jedoch das frühe Ausscheiden der Ducks in den Playoffs nicht verhindern. In der Spielzeit 2008/09 spielte Getzlaf mit 25 Treffern sowie 66 Vorlagen die punktbeste Saison seiner bisherigen NHL-Karriere und stellte in den Playoffs mit 13 Assists einen neuen Franchise-Rekord auf. Im Sommer 2010 übernahm er als Nachfolger von Scott Niedermayer das Amt des Mannschaftskapitäns, absolvierte jedoch in der Saison 2010/11 verletzungsbedingt lediglich 67 Spiele, in denen er 19 Tore sowie 57 Vorlagen markierte.
Im März 2013 erzielte Getzlaf in der Partie gegen die Calgary Flames den 500. Scorerpunkt seiner NHL-Karriere und verlängerte noch am gleichen Tag seinen Vertrag in Anaheim um acht Jahre bei einem kolportierten Jahresgehalt von 8,25 Millionen US-Dollar. In der Saison 2013/14 erzielte der Angreifer erstmals mehr als 30 Tore und war mit 31 Treffern sowie 56 Assists der punktbeste Akteur der Liga hinter Sidney Crosby, welchem er sich ebenfalls für die Hart Memorial Trophy als wertvollster Spieler der Hauptrunde geschlagen geben musste.
Im November 2019 bestritt Getzlaf sein insgesamt 1000. Spiel der regulären Saison in der NHL. Dabei wurde er zum ersten Spieler, der diese Anzahl von Partien ausschließlich im Trikot der Ducks absolvierte. Im Oktober 2021 verzeichnete er seinen 989. Scorerpunkt und übertraf damit den bisherigen Franchise-Rekord von Teemu Selänne (988). Wenig später wurde er zum 92. Spieler der NHL-Historie, der die Marke von 1000 Scorerpunkten erreichte.
Nach der Saison 2021/22 beendete Getzlaf seine aktive Karriere, in der er insgesamt 1157 Spiele bestritten und dabei 1019 Scorerpunkte verzeichnet hatte. Im Juni 2023 gaben die Ducks bekannt, dass in den Trainerstab des Teams aufgenommen wird, wo er fortan die Funktion des „Player Development Coordinator“ übernahm.

### International

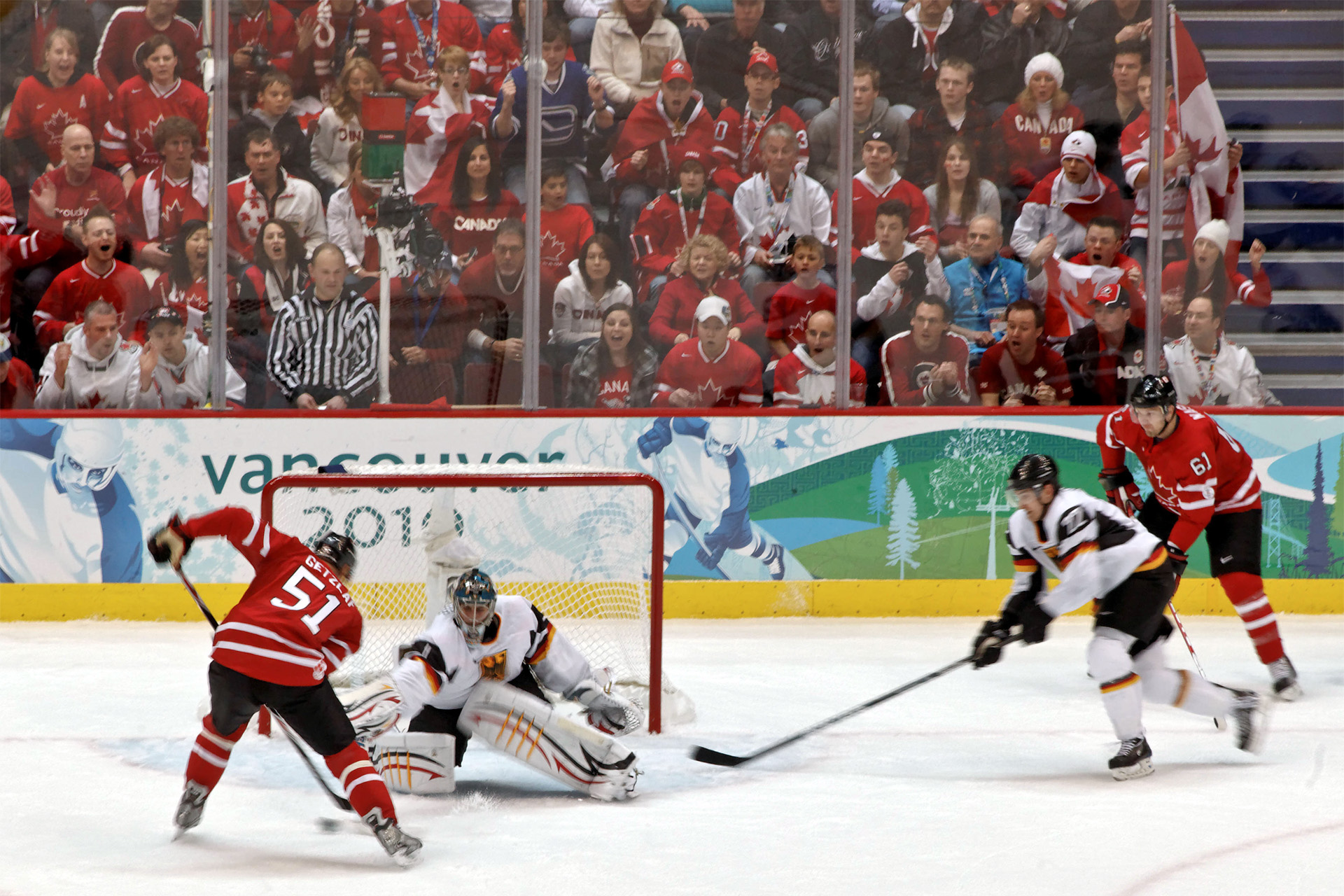
Getzlaf (#51) im Duell mit Thomas Greiss bei den Olympischen Winterspielen 2010

Auf internationaler Ebene debütierte Getzlaf bei der U18-Junioren-Weltmeisterschaft 2003 und gewann mit der kanadischen Nationalmannschaft die Goldmedaille. Im folgenden Jahr stand er im Aufgebot für die U20-Junioren-Weltmeisterschaft erzielte sechs Scorerpunkte aus sechs Partien, konnte jedoch mit dem kanadischen Team aufgrund einer 3:4-Niederlage im Finalspiel gegen die USA lediglich die Silbermedaille gewinnen. 2005 dominierte Getzlaf mit der kanadischen Mannschaft das Turnier und erzielte insgesamt drei Tore sowie neun Vorlagen aus 12 Spielen. Mit einem 6:1-Sieg im Finale gegen Russland sicherte sich die Mannschaft die Goldmedaille, wobei Getzlaf einmal traf und zwei Tore vorbereitete.
Bei der Weltmeisterschaft 2008 spielte der Angreifer erstmals für die A-Nationalmannschaft und war mit 14 Scorerpunkten aus neun Spielen der punktbeste Akteur des Turniers hinter seinem Mitspieler Dany Heatley, konnte jedoch die Finalniederlage Kanadas gegen die russische Auswahl nicht verhindern. 2010 stand Getzlaf im Kader für die Olympischen Winterspiele in Vancouver und gewann dort mit der Mannschaft die Goldmedaille. Bei der Weltmeisterschaft 2010 fungierte er als Mannschaftskapitän, wobei er im Viertelfinalspiel eine Spieldauerstrafe erhielt und damit maßgeblich an der 3:4-Niederlage gegen die Slowakei beteiligt war.
2014 stand Getzlaf im kanadischen Aufgebot für die Olympischen Winterspiele in Sotschi, wo man nach einem 3:0-Sieg gegen Schweden im Finale erneut die Goldmedaille gewinnen konnte. Ferner vertrat er sein Heimatland beim World Cup of Hockey 2016 und gewann mit dem Team auch dort die Goldmedaille.

## Spielweise
Getzlaf gilt als einer der besten Angreifer in der National Hockey League, tritt dabei jedoch nicht nur als reiner Scorer auf, sondern agiert als Zwei-Wege-Stürmer. Er lässt sich als Power Forward beschreiben, der in seinem Spiel physische Präsenz, Schnelligkeit und spielerische Qualitäten kombiniert. Er neigt häufig dazu aussichtsreiche Schussgelegenheiten auszulassen und stattdessen einen Mannschaftskameraden anzuspielen, wodurch er regelmäßig eine hohe Anzahl an Torvorlagen verzeichnet. Gemeinsam mit seinem Mitspieler Corey Perry bildet über mehrere Spielzeiten hinweg eines der offensivstärksten Sturmduos der NHL. Weiterhin gilt Getzlaf als Führungsspieler, was sich sowohl in seiner Rolle als Mannschaftskapitän bei den Anaheim Ducks als auch in der Nominierung für den Mark Messier Leadership Award im Jahr 2014 ausdrückt.

## Erfolge und Auszeichnungen
| - 2003 Teilnahme am CHL Top Prospects Game - 2004 WHL East First All-Star Team - 2005 WHL East Second All-Star Team - 2007 Teilnahme am NHL YoungStars Game - 2007 Stanley-Cup-Gewinn mit den Anaheim Ducks - 2008 Teilnahme am NHL All-Star Game | - 2009 Teilnahme am NHL All-Star Game - 2014 NHL Second All-Star Team - 2014 NHL-Spieler des Monats Dezember - 2015 Teilnahme am NHL All-Star Game - 2016 NHL-Spieler des Monats Februar |

### International
| - 2003 Goldmedaille bei der U18-Junioren-Weltmeisterschaft - 2004 Silbermedaille bei der U20-Junioren-Weltmeisterschaft - 2005 Goldmedaille bei der U20-Junioren-Weltmeisterschaft - 2005 Bester Vorlagengeber der U20-Junioren-Weltmeisterschaft - 2005 Beste Plus/Minus-Bilanz der U20-Junioren-Weltmeisterschaft | - 2008 Silbermedaille bei der Weltmeisterschaft - 2008 Bester Vorlagengeber der Weltmeisterschaft - 2010 Goldmedaille bei den Olympischen Winterspielen - 2014 Goldmedaille bei den Olympischen Winterspielen - 2016 Goldmedaille beim World Cup of Hockey |

## Karrierestatistik

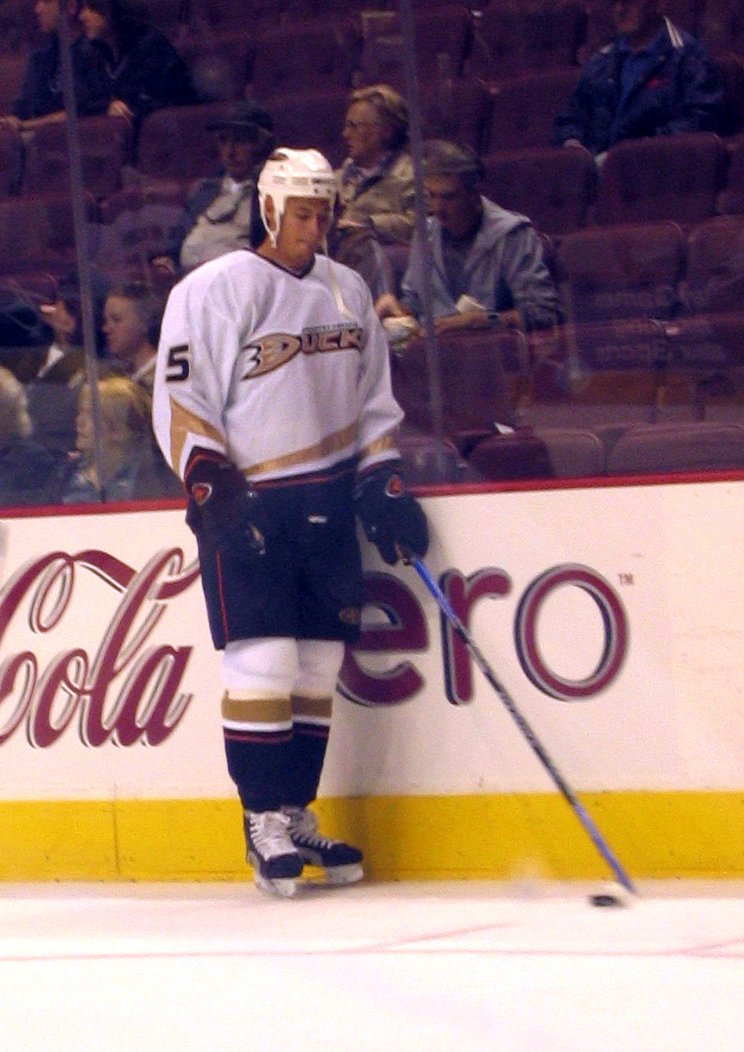
Getzlaf im Trikot der Anaheim Ducks

### International
Vertrat Kanada bei:
| - World U-17 Hockey Challenge 2002 - U18-Junioren-Weltmeisterschaft 2003 - U20-Junioren-Weltmeisterschaft 2004 - U20-Junioren-Weltmeisterschaft 2005 - Weltmeisterschaft 2008 | - Olympischen Winterspielen 2010 - Weltmeisterschaft 2012 - Olympischen Winterspielen 2014 - World Cup of Hockey 2016 |

(Legende zur Spielerstatistik: Sp oder GP = absolvierte Spiele; T oder G = erzielte Tore; V oder A = erzielte Assists; Pkt oder Pts = erzielte Scorerpunkte; SM oder PIM = erhaltene Strafminuten; +/− = Plus/Minus-Bilanz; PP = erzielte Überzahltore; SH = erzielte Unterzahltore; GW = erzielte Siegtore; 1 Play-downs/Relegation; Kursiv: Statistik nicht vollständig)

## Familie
Sein Bruder Chris ist ein professioneller Canadian-Football-Spieler in der Canadian Football League.